# Liste der Biografien/Verz
Liste der Biografien |
Portal Biografien |
Personensuche
# |
A |
B |
C |
D |
E |
F |
G |
H |
I |
J |
K |
L |
M |
N |
O |
P |
Q |
R |
S |
T |
U |
V |
W |
X |
Y |
Z |
?
 
Va |
Vd |
Ve |
Vh |
Vi |
Vj |
Vl |
Vn |
Vo |
Vr |
Vs |
Vt |
Vu |
Vy
 
Vea |
Veb |
Vec |
Ved |
Vee |
Veg |
Veh |
Vei |
Vej |
Vek |
Vel |
Vem |
Ven |
Veo |
Veq |
Ver |
Ves |
Vet |
Veu |
Vev |
Vex |
Vey |
Vez
 
Vera |
Verb |
Verc |
Verd |
Vere |
Verf |
Verg |
Verh |
Veri |
Verj |
Verk |
Verl |
Verm |
Vern |
Vero |
Verp |
Verq |
Verr |
Vers |
Vert |
Veru |
Verv |
Verw |
Very |
Verz
Die Liste der Biografien führt alle Personen auf, die in der deutschsprachigen Wikipedia einen Artikel haben. Dieses ist eine Teilliste mit 12 Einträgen von Personen, deren Namen mit den Buchstaben „Verz“ beginnt.

## Verz

### Verza
- Verzascha, Bernhard (1628–1680), Schweizer Arzt

### Verze
- Verzeletti, Carlos (* 1950), italienischer Geistlicher, römisch-katholischer Bischof von Castanhal
- Verzeri, Juan (* 1963), uruguayischer Fußballtrainer
- Verzeri, Teresa Eustochio (1801–1852), Ordensschwester, Gründerin der Töchter des Heiligsten Herzens Jesu (Verzeri Soure)
- Verzetnitsch, Friedrich (1945–2024), österreichischer Gewerkschaftsfunktionär und Politiker (SPÖ), Abgeordneter zum Nationalrat, Mitglied des BundesratesFriedrich Verzetnitsch (1945–2024)

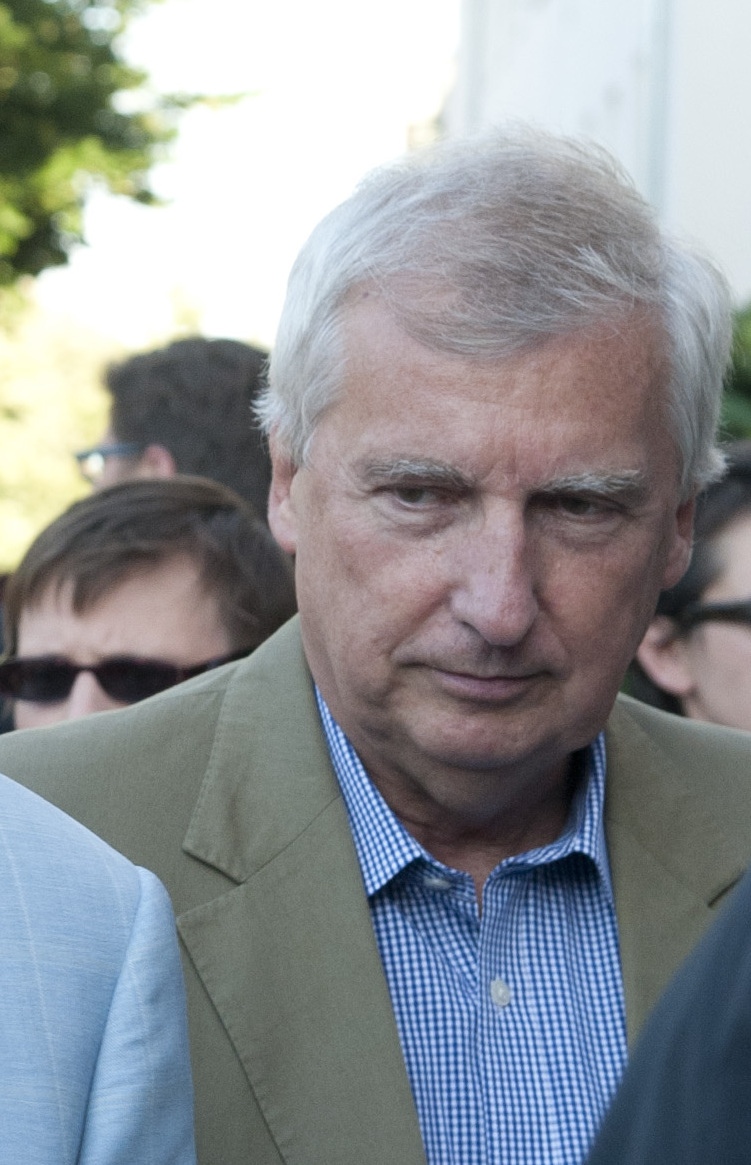
Friedrich Verzetnitsch (1945–2024)

### Verzi
- Verzi, Hrvoje (* 1970), deutscher Leichtathlet
- Verzier, René (1934–2024), kanadischer Kameramann
- Verzini, Dino (* 1943), italienischer Radrennfahrer

### Verzo
- Verzotto, Maicol (* 1988), italienischer Wasserspringer

### Verzu
- Verzura, Antonio (* 1992), thailändisch-italienischer Fußballspieler
- Verzura, Gionata (* 1992), thailändisch-italienischer Fußballspieler

### Verzy
- Verzy, Franck (1961–2025), französischer Leichtathlet